# Parafia Wniebowzięcia Najświętszej Maryi Panny w Świlczy
Parafia Wniebowzięcia Najświętszej Maryi Panny w Świlczy – parafia rzymskokatolicka znajdująca się w diecezji rzeszowskiej w dekanacie Rzeszów Zachód. Mieści się obecnie pod numerem 134.

## Historia
Parafia została erygowana w pierwszej połowie XV wieku przez abpa Lwowa Jana Rzeszowskiego herbu Półkozic, przed 1424 r. Administracyjnie należała do diecezji przemyskiej, wchodziła w skład dekanatu rzeszowskiego, w połowie XIX w. należała przez kilkadziesiąt lat do dekanatu głogowskiego. Do parafii Świlcza od początku istnienia (do roku 1912) należały: Świlczy z Kamyszynem, Rudna Wielka z Pogwizdowem, Rudna Mała z Rejteradą, Rogoźnicę i Woliczkę. 
Życie parafialne koncentrowało się początkowo wokół kościoła św. Walentego; w czerwcu 1624 r. wieś z kościołem została spalona przez Tatarów – Kantemira Murzę (ostała się figurka świętego z relikwiami). W 1636 r. Mikołaj Spytko Ligęza dokonał budowy nowego modrzewiowego kościoła pw. świętych Apostołów Szymona i Judy Tadeusza. W październiku 1967 r. kościół spłonął. Do dziś zachował się tylko odpust drugorzędny ku czci świętych Apostołów. 
Obecny kościół pw. Wniebowzięcia NMP został wznoszony od roku 1936 przez ks. Józefa Pączkę (stara drewniana świątynia była za mała dla wiernych). Do roku 1939 wyciągnięto mury na ok. 4 m. wysokości. Budowę nowej świątyni przerwała wojna. Dopiero w 1957 r. ks. Jan Ramocki otrzymał pozwolenie na dalszą budowę. Świątynię poświęcono w 1960 r. Od 1962 r. trwały prace wykończeniowe (prowadził je ks. Władysław Aszklar). Konsekracja kościoła miała miejsce 15 sierpnia 1981 r.
Obecnie na terenie parafii znajduje się kościół parafialny pw. Wniebowzięcia NMP w Świlczy, kościół filialny wybudowany w latach 1981–1988 pw. św. Józefa w Woliczce oraz kaplica dojazdowa pw. bł. ks. Jana Balickiego w Świlczy - Kamyszynie, w dniu 3 sierpnia 2008 r. poświęcona przez bpa rzeszowskiego Kazimierza Górnego.
W drewnianym nieistniejącym kościele świętych Szymona i Judy Tadeusza - Apostołów, w lipcu 1982 r. swoją mszę św. prymicyjną odprawił bł. ks. Jan Balicki, urodzony w Staromieściu (obecnie część Rzeszowa), od II klasy gimnazjum mieszkający przez około 10 lat w budce kolejowej z rodziną w Świlczy.

## Proboszczowie
Proboszczowie (plebanowie) parafii Świlcza:

- Gaweł - ok. 1424,
- Przecław - ok. 1479,
- Mikołaj - ok. 1480 - 1496,
- Tomasz z Harty - ok. 1500 - 1504,
- Tomasz Dasko - ok. 1508 - 1534,
- Walenty Świejkowski - 1534 - 1542,
- Jakub z Pruchnika - 1542 - 1581,
- Maciej Nowomiejski - 1581 - 1598,
- Stanisław Ramult - 1599 - 1602,
- Kacper Bogdan - 1602 - 1619,
- Hieronim Morsztyn - 1619 - 1620,
- Jan Krupka - 1620 - 1624,
- Albert Krasiński - 1625 - 1661,
- Albert Wesołowski - 1661 - 1676,
- Sebastian Jandzicki - 1676 - 1686,
- Aleksander Potocki - 1686 - 1696,
- Jaroszewski - 1696 - 1714,
- Józef Olszański - 1715 - 1723,
- Jan Wybranowski - 1723 - 1729,
- Walenty Aleksander Czapski - 1729 - 1731,
- Józef Rogala Kocieński - 1731 - 1760,
- Marcin Konopka - 1760 - 1787,
- Paweł Nawrocki - 1787 - 1818,
- Ignacy Tyszkiewicz - 1818 - 1821,
- Andrzej Olko - 1821 - 1866,
- Ignacy Potocki - 1866 - 1867,
- Wincenty Poznalski - 1867 - 1875,
- Stanisław Spis - 1876 - 1880,
- Juliusz Tranda - 1880 - 1883,
- Ignacy Węgrzynowski - 1883 - 1910,
- Maksymilian Hajduk - 1910 - 1923,
- Józef Pączka - 1923 - 1940,
- Franciszek Kisiel - 1940,
- Andrzej Rąb - 1940 - 1957,
- Jan Ramocki - 1957 - 1962,
- Władysław Aszklar - 1962 - 1989,
- Franciszek Marciniec - 1989 - 2004,
- Antoni Czerak - 2004 - obecny proboszcz.